# Tom Becker (Autor)
Tom Becker (eigentlich Thomas Trevelyan Beckerlegge; * 19. Januar 1981) ist ein britischer Jugendbuchautor. Er studierte Geschichte in Oxford und wurde 2007 für seine Erzählung Darkside mit dem Waterstone’s Children’s Book Prize ausgezeichnet.

## Werke
- Darkside. Orchard, New York 2008, ISBN 978-054503739-6.
- Lifeblood (= Darkside. Teil 2). Orchard, New York 2008, ISBN 978-054503742-6.
- Nighttrap (= Darkside. Teil 3). Scholastic, London 2008, ISBN 978-1-407102-87-0.
- Timecurse (= Darkside. Teil 4). Scholastic, London 2009, ISBN 978-1407102863.
- Blackjack (= Darkside. Teil 5). Scholastic, London 2010, ISBN 978-1407102887.

auf Deutsch erschienen:
- Die Schattenwelt (= Darkside. Teil 1). Boje, Köln 2008, ISBN 978-3-414-82141-6.
- Der schwarze Phönix (= Darkside. Teil 2). Boje, Köln 2009, ISBN 978-3-414-82142-3.
- Die Gilde der Diebe (= Darkside. Teil 3). Boje, Köln 2010, ISBN 978-3-414-82143-0.